# Zmierzch (film)

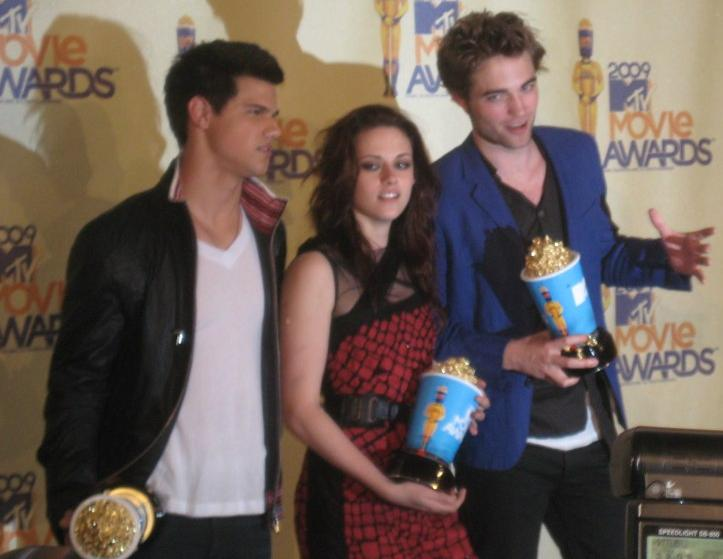
Taylor Lautner, Kristen Stewart i Robert Pattinson podczas rozdania nagród MTV Movie Awards w 2009 roku.

Zmierzch (ang. Twilight) – amerykański film z 2008 roku w reżyserii Catherine Hardwicke, oparty na książce Stephenie Meyer Zmierzch wydanej w 2005 roku. W rolach głównych występują Kristen Stewart i Robert Pattinson.

## Fabuła
Zmierzch opowiada historię 17-letniej Belli Swan (Kristen Stewart), która przeprowadza się do małego miasteczka Forks w stanie Waszyngton, aby zamieszkać ze swoim ojcem. Tu przyciągnęła uwagę Edwarda Cullena (Robert Pattinson), bladego, tajemniczego chłopaka. Dziewczyna odkrywa, że on i jego rodzina są wampirami. Są jednak jedyni w swoim rodzaju – nazywają siebie „wegetarianami”, ponieważ żywią się tylko krwią zwierząt. Pomiędzy Bellą i Edwardem rodzi się uczucie. Ich związek sprowadza jednak na Bellę fizyczne niebezpieczeństwo, prawdziwe zagrożenie przybędzie jednak z zewnątrz. Kiedy Bella wybiera się wraz z rodziną Edwarda na mecz baseballu, natykają się na trójkę obcych wampirów, które piją krew ludzi. W pewnym momencie najgroźniejszy z obcych wampirów – James, wyczuwa zapach Belli i postanawia ją zgładzić. Cullenowie decydują się ukryć Bellę, lecz James podąża ich śladami. Rozpoczyna się dramatyczny pościg, którego stawką jest życie Belli i jej dalszy związek z Edwardem.

### Opis wampirów
Wampiry mają bardzo twardą skórę, która błyszczy w słońcu. Jest ona blada, niemal biała, ale u ludzi ciemnoskórych przed przeistoczeniem w wampiry nie traci barwy. Promienie słoneczne mają wpływ na wampiry, lecz ich nie ranią. Ich zęby są podobne do ludzkich, ale znacznie odporniejsze i ostrzejsze. Nie rosną natomiast włosy i paznokcie, zostają one w takiej formie, w jakiej były przed przemianą. Mogą pić zarówno krew ludzi, jak i zwierząt, ale krew ludzka jest dla nich smaczniejsza, ponadto odczuwają bardzo silny popęd, by żywić się ludźmi. Popęd ten jednak daje się opanować i stłumić wraz z wiekiem. Oczy wampirów mają barwę o zmiennym natężeniu, zależnie od stopnia sytości danego osobnika. U wampirów ludożerczych są to różne odcienie czerwieni, u wampirów pozostających na diecie z krwi zwierząt barwa waha się między kolorem złotym a miodowym. Niektóre obdarzone są nadnaturalnymi talentami, będącymi wyostrzeniem cech, jakie posiadały będąc jeszcze ludźmi. Mają doskonałą pamięć – co raz zobaczą, pamiętają już zawsze ze wszystkimi szczegółami. Wampiry mogą się rozmnażać z ludzkimi kobietami.
Przemiana w wampira następuje po wstrzyknięciu jadu poprzez ukąszenie innego wampira. Wampiry można zabić tylko poprzez poćwiartowanie i spalenie całego ciała.

## Fenomen rodziny Cullenów
```
  Niewątpliwie rodzina wampirów z Forks wzbudza duże zainteresowanie wśród czytelników, głównie nastolatków, i stanowi odstępstwo od tradycyjnego pojmowania krwiopijców. Dzieje się tak nie tylko dzięki wampirycznym cechom takim jak spożywanie krwi, nieśmiertelność, nadnaturalna siła, prędkość oraz inne zdolności, krwiopijcy zyskali sympatię widzów. W Zmierzchu rodzina Cullenów pozbawiona jest wszelkich negatywnych cech związanych z dotychczasowymi opowieściami o wampirach, a ukazana zostaje opozycja do przerażających zachowań. Sam fakt, że filmowa rodzina jest na diecie „wegetariańskiej”, aby nie nikogo nie krzywdzić potwierdza tę tezę. W świecie przedstawionym wampiry nie musza uciekać przed ludźmi i ukrywać się, a mogą żyć w społeczeństwie razem z nim, ukrywają się jedynie w słoneczne dni, ponieważ ich skóra świeci w świetle słonecznym. Mimo to słońce nie może ich spalić, jak to zazwyczaj ukazywane było w tekstach kultury wampirycznej
[
1
]
. 
  Wszystko to składa się na wysokie zainteresowanie filmem, który pobijał rekordy oglądalności i jeszcze bardziej napędził rynek wydawniczy, na którym pojawiać zaczęły się nowe wydania, dodruki czy nawet komiksy jak np. 
Zmierzch. Powieść ilustrowana
 czy 
Ilustrowany przewodnik po filmie
. Ukazywało się coraz to więcej produktów i gadżetów nawiązujących do bohaterów 
Zmierzchu
 oraz nowelek i przewodników od samej autorki Stepehnie Meyer – 
Przewodnik po sadze Zmierzch
, czy też różne opracowania zagłębiające się w filozofię wampirzej rodziny Cullenów – 
Zmierzch i historia
[
2
]
.
```

## Obsada

### Wampiry
- Robert Pattinson jako Edward Cullen - główny bohater, 109-letni wampir o ciele siedemnastolatka, ukochany Belli, która jest najważniejszą osobą w jego życiu. Ma zdolność czytania w myślach ludziom, wampirom i wilkołakom. Nie potrafi jednak odczytać myśli swojej ukochanej. Dzięki niesamowicie silnej woli i opanowaniu nie jest zagrożeniem dla Belli, mimo że pożąda jej krwi. Gdyby nie przemiana w wampira, stałby się ofiarą grypy hiszpanki.
- Peter Facinelli jako Carlisle Cullen - 368-letni wampir o wyglądzie trzydziestoletniego mężczyzny. Dzięki latom praktyk uodpornił się na zapach krwi. Pracuje jako lekarz w szpitalu. Jest przyszywanym ojcem Edwarda i jego rodzeństwa. Założyciel rodziny Cullenów, najbardziej cierpliwy i rozsądny z wampirów. Jako jedyny z Cullenów niezachwianie wierzy, że jego i jego rodziny nie czeka potępienie.
- Elizabeth Reaser jako Esme Cullen –  348-letnia wampirzyca, jest żoną Carlisle'a i przyszywaną matką Cullenów. Bardzo troskliwa i opiekuńcza, cechuje ją wielkie serce. Kocha swoje przybrane dzieci, a także Bellę.
- Ashley Greene jako Alice Cullen – 240-letnia wampirzyca, członkini rodziny Cullenów, ukochana Jaspera. Widzi to, co może się wydarzyć w przyszłości, jednak jej wizje są subiektywne, co znaczy, że przyszłość może się zawsze zmienić w zależności od podejmowanych decyzji. Alice nie widzi jednak przyszłości związanej z wilkołakami i pół-ludźmi, pół-wampirami. Jest najlepszą przyjaciółką Belli. Jest najbardziej rozrywkową osobą w rodzinie Cullenów. Interesuje się modą.
- Jackson Rathbone jako Jasper Hale –  260-letni wampir, członek rodziny Cullenów, ma zdolność wyczuwania i kontrolowania emocji ludzi, wampirów i zmiennokształtnych – to tzw. empatia. Jego miłością jest Alice. Ma największy kłopot z przystosowaniem się do „diety” Cullenów, gdyż wraz z Alice, najkrócej należy do ich rodziny. Nie chciał przejąć nazwiska po przyszywanym ojcu, więc przyjął je od przyszywanej siostry Rosalie.
- Nikki Reed jako Rosalie Hale –  230-letnia wampirzyca, należy do rodziny Cullenów, opisywana jako najpiękniejsza kobieta na świecie. Ukochana Emmetta. Według Edwarda jest „płytka jak sadzawka z kilkoma niespodziankami”. To właśnie jej najtrudniej jest pogodzić się z tym, że stała się wampirem.
- Kellan Lutz jako Emmett Cullen –  250-letni wampir, członek rodziny Cullenów. Jest najsilniejszy z Cullenów. Związany z Rosalie. To ona uratowała go przed śmiercią, zanosząc umierającego chłopaka do Carlisle'a, aby ten przemienił go w wampira. Chłopak ma ogromne poczucie humoru, w każdej sytuacji.
- Cam Gigandet jako James Nomad –  370-letni przywódca rodziny Nomadów, tropiciel. Jego ofiarą staje się Bella – postanawia ją zabić, bo kusi go apetyczny zapach jej krwi. Jego niedoszłą ofiarą była Alice – uratował ją zakochany w niej wampir, przypłacając to swoim istnieniem. Został unicestwiony przez rodzinę Edwarda.
- Rachelle Lefèvre jako Victoria Nomad –  356-letnia wampirzyca, partnerka Jamesa, pomagała mu w znalezieniu Belli.
- Edi Gathegi jako Laurent Nomad –  380-letni wampir, członek rodziny Nomadów. Najbardziej cywilizowany z całej trójki. Jako jedyny nie brał udziału w odszukaniu ani próbie zamordowania Belli.

### Ludzie
- Kristen Stewart jako Bella Swan –  siedemnastoletnia główna bohaterka, miłość życia Edwarda. Przeprowadziła się do ojca w Forks z Phoenix. Jest niezwykle niezdarną i nieśmiałą siedemnastoletnią dziewczyną. Jednocześnie jest rozsądna i nad wyraz poważna jak na swój wiek. Ma niezwykły jak na śmiertelniczkę dar – nikt nie potrafi odczytać jej myśli ani manipulować jej umysłem – nawet jeśli ta osoba jest wampirem. W imię miłości do swoich bliskich potrafi zaryzykować nawet własne życie.
- Sarah Clarke jako Renée Dwyer –  matka Belli, która mieszka na Florydzie razem ze swoim nowym mężem – Philem. Opisana została jako „duże dziecko”, bo to Bella musi się nią zajmować, a nie odwrotnie.
- Billy Burke jako Charlie Swan – ojciec Belli, komendant policji w Forks. Bardzo kocha córkę, ale nie potrafi okazywać wprost uczuć, jest bardzo nieśmiały. Ma podobny dar jak Bella – jego myśli da się jednak odczytać, ale są one przez Edwarda opisane jako „ciche”.
- Taylor Lautner jako Jacob Black –  piętnastoletni przyjaciel Belli z dzieciństwa (w książce poznaje go później, znała jego starsze siostry). Jest zakochany w Belli. W dalszych częściach okazuje się, że jest zmiennokształtny.
- Gil Birmingham jako Billy Black –  ojciec Jacoba, przyjaciel Charliego. Niemile widzi się z Edwardem.
- Christian Serratos jako Angela Weber –  nieśmiała dziewczyna, nowa koleżanka Belli w Forks. Z czasem staje się przyjaciółką Belli.
- Michael Welch jako Mike Newton – nowy kolega Belli, który stara się o względy dziewczyny.
- Anna Kendrick jako Jessica Stanley – pierwsza koleżanka Belli. Nielubiana przez Edwarda, który wie, że Jessica tak naprawdę wykorzystuje przyjaźń Belli po to, aby zdobyć popularność i poderwać Mike’a Newtona.
- Gregory Tyree Boyce jako Tyler Crowley – chodził z Bellą na WOS, po wypadku samochodowym spowodowanym przez niego, chce koniecznie się zrekompensować i zaczyna starać się, by Bella zwróciła na niego uwagę.
- Justin Chon jako Eric Yorkie –  znajomy z klasy Belli, kolejny adorator głównej bohaterki.
- Matt Bushell jako Phil Dwyer –  ojczym Belli, baseballista.
- Ned Bellamy jako Waylon Forge –  kolega Charliego z komisariatu. Bohater występuje jedynie w filmie, nie w sadze Zmierzchu.
- José Zúñiga jako Mr. Banner – nauczyciel biologii w liceum w Forks.
- Stephenie Meyer –  (autorka książki) osobiście pojawiła się w filmie. Nie wypowiada ona żadnej kwestii. Można ją zobaczyć w scenie, kiedy Bella i Charlie wychodzą zjeść obiad w Forks.

## Ścieżka dźwiękowa
Zostały wydane dwie płyty z muzyką „Zmierzchu”. Pierwsza płyta – Twilight: Original Motion Picture Soundtrack – (z muzyką popularną) została wydana w Stanach Zjednoczonych 4 listopada 2008, natomiast druga – Twilight: The Score – (z muzyką filmową skomponowaną przez Cartera Burwella) została wydana 27 listopada 2008. Ta pierwsza płyta zadebiutowała na pierwszym miejscu listy Billboardu i w pierwszym tygodniu została sprzedana w ponad 165 000 kopiach. W Polsce uzyskała status złotej płyty.

### Lista utworówTwilight: Original Motion Picture Soundtrack
1. Muse – Supermassive Black Hole (3:29)
2. Paramore – Decode (4:22)
3. The Black Ghosts – Full Moon (3:50)
4. Linkin Park – Leave Out All the Rest (3:20)
5. MuteMath – Spotlight (Twilight Mix) (3:20)
6. Perry Farrell – Going All The Way (Into The Twilight) (3:27)
7. Collective Soul – Tremble For My Beloved (3:53)
8. Paramore – I Caught Myself (3:55)
9. Blue Foundation – Eyes On Fire (5:01)
10. Robert Pattinson – Never Think (4:29)
11. Iron & Wine – Flightless Bird, American Mouth (4:00)
12. Carter Burwell – Bellas Lullaby (2:19)

iTunes bonus track:
1. Robert Pattinson – Let Me Sign
2. The Royal Philharmonic Orchestra – La Traviata
3. The APM Orchestra – Clair de Lune

### Lista utworówTwilight: The Score
W całości skomponowany przez Cartera Burwella.
1. „How Would I Die” – 1:53
2. „Who Are They?” – 3:26
3. „Treaty” – 1:59
4. „Phascination Phase” – 2:04
5. „Humans Are Predators Too” – 2:04
6. „I Dreamt of Edward” – 1:06
7. „I Know What You Are” – 2:37
8. „The Most Dangerous Predator” – 2:22
9. „The Skin Of A Killer” – 2:58
10. „The Lion Fell In Love With A Lamb” – 3:10
11. „Complications” – 1:11
12. „Dinner With His Family” – 0:38
13. „I Would Be The Meal” – 1:24
14. „Bella's Lullaby” – 2:19
15. „Nomads” – 3:51
16. „Stuck Here Like Mom” – 1:40
17. „Bella Is Part Of The Family” – 1:24
18. „Tracking” – 2:19
19. „In Place Of Someone You Love” – 1:45
20. „Showdown In The Ballet Studio” – 4:50
21. „Edward At Her Bed” – 1:05

## Box office
W ciągu pierwszych trzech dni wyświetlania „Zmierzchu” film zarobił w Stanach Zjednoczonych 70,3 mln $, co dało mu miejsce czwarte (wyprzedza go czwarta, pierwsza i druga część „Harry’ego Pottera”) w rankingu najlepszych otwarć w historii listopadowych premier i czwarte miejsce na liście otwarć roku 2008 oraz ósme miejsce w rankingu otwarć wszech czasów filmów nie będących kontynuacją. Robert Pattinson grał jedną z głównych ról w otwierającej ranking czwartej części – Harry Potter i Czara Ognia jako Cedric Diggory.
W ciągu pierwszego tygodnia ekranizacja powieści Stephenie Meyer zarobiła 103 202 346 $.

## Premiera wersji DVD i Blu-Ray na terenie Polski
Oficjalna premiera nastąpiła 26 sierpnia 2009. W sieci empik na zasadach dwutygodniowej wyłączności od 12 sierpnia 2009 dostępna była w sprzedaży wersja DVD, wersja rozszerzona 2DVD i wersja blu-ray.

## Sequel
22 listopada 2008 roku Summit Entertainment oficjalnie potwierdziło powstanie kontynuacji powieści Meyer Księżyc w nowiu. Scenariusz filmu napisała znów Melissa Rosenberg, a reżyserią zajął się Chris Weitz.